# 보은 법주사 궁현당
보은 법주사 궁현당(報恩 法住寺 窮玄堂)은 충청북도 보은군 속리산면 사내리, 법주사에 있는 건축물이다. 2004년 1월 9일 충청북도의 유형문화재 제234호로 지정되었다.

## 개요
법주사 궁현당은 원래 법주사 선당(禪堂)으로 중수(重修)된 건물이다. 현존하는 상량문에 의하면, 궁현당 선당은 ‘숭정기원사임자년(崇禎紀元四壬子年)’ 즉 조선 철종 3년(1852)에 퇴락된 기존 건물을 철거한 뒤 중수하였다고 기록되어 있다.
특히 상량문에는 당시 법주사에 기거하던 스님들과 선당을 지은 목수들의 명단을 알 수 있다.
궁현당은 팔상전(국보 제55호) 우측에 위치하며, 건물의 형태가 원래는 정면 4칸, 측면 4칸인 남향의 ‘一’자형(字形) 건물이었으나 정면 14칸, 측면 3칸 구조의 동향 건물이 ‘ㄴ’자 모양으로 연결된 형태인 건물로 비교적 보존상태가 양호하며, 1998년도에 크게 보수하였다. 건물의 규모는 383m2이다. 조선고적도보 사진에서도 ‘一’자(字)임을 확인할 수 있다.
두 건물을 ‘ㄴ’자 모양으로 연결한 형태의 이 건물은 상량문의 기록이 남아 있으며, 비교적 보존상태가 양호한 조선시대의 건물로 보존가치가 높다.

## 참고 자료
- 보은 법주사 궁현당 - 국가유산청 국가유산포털